# Metagitnie

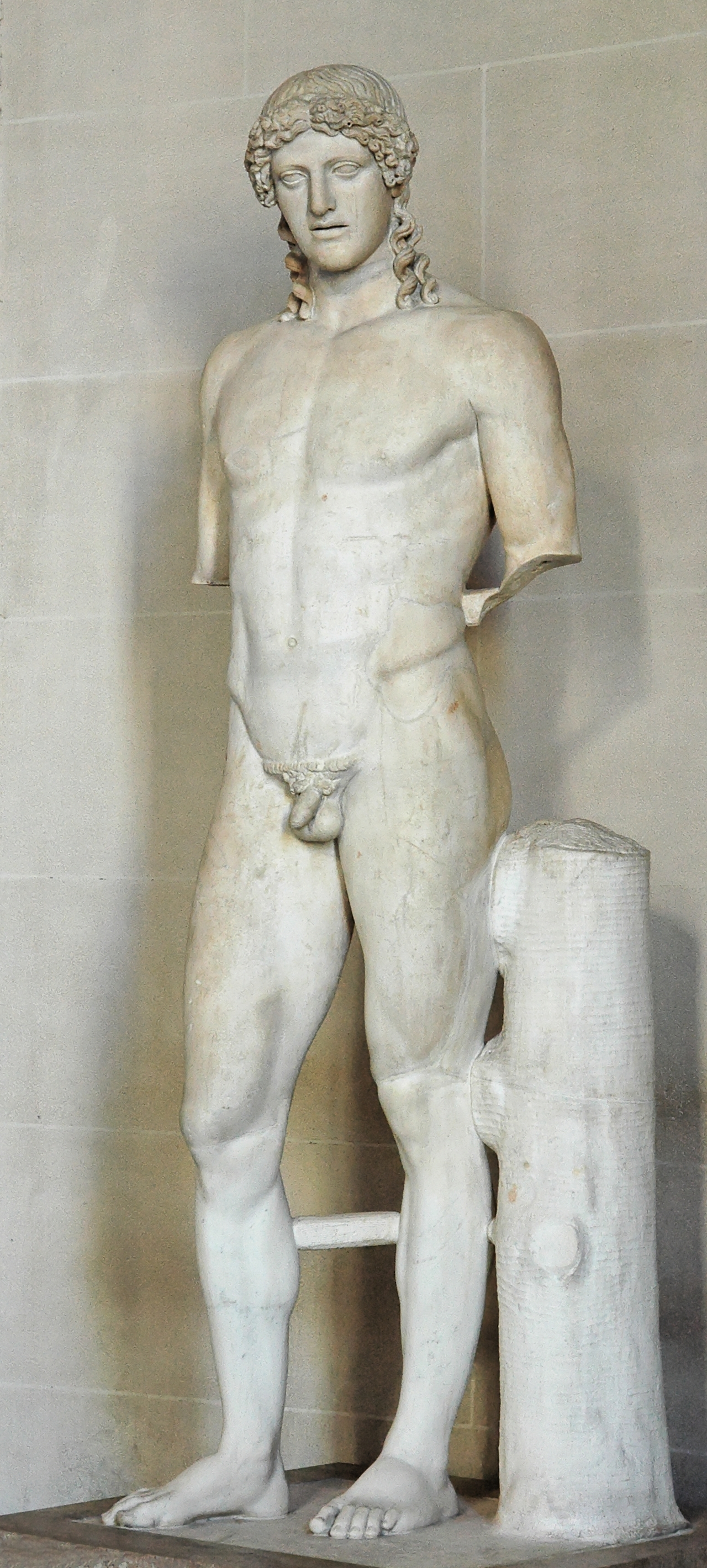
Statua del dio Apollo, Museo del Louvre

Le Metagìtnie (in greco antico: Mεταγείτνια?, Metagèitnia) erano feste in onore di Apollo Metagìtnio (propiziatore dell'unione fra i vicini) celebrate ad Atene nel demo di Melite durante il mese di metagitnione.
L'origine di questi festeggiamenti sarebbe legata alla commemorazione della migrazione degli abitanti di Melite al demo di Diomea, ma è anche possibile che dipenda dall'estensione del culto di Apollo volta ad abbracciare tutte le classi sociali, messa in atto all'epoca di Epimenide.